# Regeringen Ørsted
Regeringen Ørsted var Danmarks regering 21. april 1853 – 12. december 1854.
Ændring: 29. april 1854
Den bestod af følgende ministre:
- Premierminister: A.S. Ørsted
- Udenrigsminister: C.A. Bluhme
- Finansminister: W.C.E. Sponneck
- Indenrigsminister:

A.S. Ørsted til 29. april 1854, derefter
F.F. Tillisch
- Justitsminister: A.W. Scheel (A.S. Ørsted vikarierede fra 10. maj til 12. december 1854)
- Minister for Kirke- og Undervisningsvæsenet: A.S. Ørsted
- Krigsminister: C.F. Hansen
- Marineminister: St. A. Bille
- Minister for Slesvig: C. Moltke
- Minister for Holsten og Lauenborg: H.A. Reventlow-Criminil